# Abbotsford-Mount Lehman (circonscription britanno-colombienne)
Pour les articles homonymes, voir Abbotsford.
Circonscription électorale provinciale du Canada
Abbotsford-Mount Lehman est une ancienne circonscription provinciale de la Colombie-Britannique représentée à l'Assemblée législative de la Colombie-Britannique de 2001 à 2009.

## Géographie
Le circonscription représentait une partie de la ville d'Abbotsford.

## Liste des députés
| Législature                                              | Années                                                   | Député                                                   | Député                                                   | Parti                                                    |
| Abbotsford-Mount Lehman Circonscription issue de Matsqui | Abbotsford-Mount Lehman Circonscription issue de Matsqui | Abbotsford-Mount Lehman Circonscription issue de Matsqui | Abbotsford-Mount Lehman Circonscription issue de Matsqui | Abbotsford-Mount Lehman Circonscription issue de Matsqui |
| -------------------------------------------------------- | -------------------------------------------------------- | -------------------------------------------------------- | -------------------------------------------------------- | -------------------------------------------------------- |
| 37e                                                      | 2001–2005                                                |                                                          | Mike de Jong                                             | Libéral                                                  |
| 38e                                                      | 2005–2009                                                |                                                          | Mike de Jong                                             | Libéral                                                  |
| Circonscription abolie, voir Abbotsford West             |                                                          |                                                          |                                                          |                                                          |